# Агапіт (Вишневський)
Агапі́т Вишне́вський (світське ім'я — Антоній Йосифович Вишневський 16 (28) липня 1867, Волинь — 1923, Катеринослав, нині Дніпро) — український православний церковний діяч, архієпископ Катеринославський і Маріупольський, член Всеукраїнської православної церковної ради, один з ініціаторів створення УАПЦ.

## Біографічні дані
Народився 16 (28) липня 1867 року в селі Вигів, Овручського повіту, Волинської губернії. Син диякона.
Закінчив Волинську духовну семінарію (1888 р.), Київську духовну академію (1896 р.).
З 1889 року священик. У серпні 1895 року прийняв чернечий постриг. Інспектор Полтавської духовної семінарії (1896–1898). 
24 липня 1898 призначений ректором Катеринославської духовної семінарії, 2 серпня 1898 уведений в сан архімандрита. Обирався головою Кирило-Мефодієвського братства та братства святого Володимира при семінарії, членом Комітету із завідування Катеринославською міською публічною бібліотекою, головою єпархіального місіонерського комітету та училищної ради, членом Православного Палестинського товариства.
З квітня 1902 - єпископ Уманський, настоятель Києво-Михайлівського Золотоверхого монастиря (1903–1908), єпископ Чигиринський (1908), єпископ Владикавказький і Моздокський (1908-1911), єпископ (1911–1918), архієпископ (1918–1919) Катеринославський і Маріупольський.
У січні та червні-липні 1918 був учасником двох сесій Всеукраїнського церковного собору, під час роботи якого активно виступав за проголошення автокефалії Української Православної Церкви. Владика Агапіт — один із небагатьох представників вищого духовенства, який підтримав українську державність. 19 грудня 1918-го — урочисто зустрічав Директорію УНР на Софійському майдані у Києві. 22 січня 1919 р. відправив молебень під час урочистого проголошення Акту Злуки УНР і ЗУНР.
1 січня 1919 р. Директорією прийнятий «Закон про верховне управління Української Православної Автокефальної Синодальної Церкви». Відповідно до цього Закону Українська Церква зі своїм Святим Синодом та ієрархією позбавилася будь-якої залежності від російського Патріарха. Найвища законна влада, судова й адміністративна переходила до Собору Всеукраїнської Церкви. Для постійного керівництва церковними справами, за законом, був необхідний Святий Синод із двох єпископів, одного протопресвітера, одного протоієрея, одного диякона та трьох мирян.
До участі в Першому Соборі уряд, серед інших, запросив архієпископа Катеринославського Агапіта (Вишневського), єпископа Кременецького Діонісія (Валединського) та протоієрея Василя Липківського. Окрім цього, припинялось літургійне поминання Патріарха Московського Тихона та Митрополита Антонія (Храповицького) в українських церквах.
У другій половині 1919 р. тимчасово відсторонений від церковної служби денікінцями. У жовтні-листопаді 1922 р. був обновленським єпископом Катеринославським Російської православної церкви в СССР, але через деякий час влився до РПЦ (тихонівської).
Заарештований комуністами у листопаді 1922 в Катеринославі. Звинувачувався у фінансових зловживаннях. Але фактично радянська влада мстилася єпископові-самостійникові. Більшовики ополчилися на єпископа-українця ще в березні 1918 (стаття в катеринославській "Звезде" від 3 березня 1918 називалася "Єпархіальний хамелеон"). Агапіт був засуджений до розстрілу, заміненого п'ятирічним ув'язненням із суворою ізоляцією. Як зазначається у тогочасних партійних документах, арешт єпископів і суд над Агапітом справили "певний ефект серед духовенства".
Проте більшовицькі тортури не зламали єпископа.
Помер у січні 1923 у в'язниці в Катеринославі.